# فاناولت لي تشاتل
فاناولت لي تشاتل (بالفرنسية: Vanault-le-Châtel)‏ هي بلدية تقع في فرنسا في Canton of Heiltz-le-Maurupt.[بحاجة لمصدر] يقدر عدد سكانها بـ 155 نسمة ومساحتها 34.78 كم2 وترتفع عن سطح البحر 150 متر.